# میچیخ
میچیخ (به لاتین: Michikh) یک منطقه مسکونی در جمهوری آذربایجان است که در شهرستان قبله واقع شده است.